# ペヌーティ語族

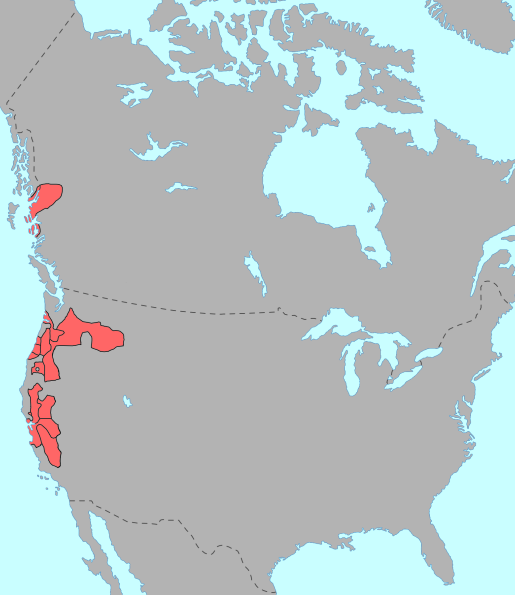
ペヌーティ諸語の分布

ペヌーティ語族（Penutian languages）とは北アメリカ西部の先住民によって話される諸言語による、提唱中の語族である。狭義では、カリフォルニア州の、ミウォク＝コスタノ語族・ヨクツ語族・マイドゥ語族・ウィントゥ語族をいう。
オレゴン・ペヌーティ諸語は全て死語である。
現在話されている言語も全て危機に瀕する言語である。

## 語源
"Penuti"という単語はカリフォルニア・ペヌーティ諸語の数詞"2"の形に由来する。ウィントゥ語族、マイドゥ語族、ヨクツ語族で"2"はおよそ[pen]、ウティ語族ではおよそ[uti]である。

## 構成言語
ペヌーティ語族は1910年代に人類学者ローランド・ディクソンとアルフレッド・L・クローバーによってカリフォルニアのウィントゥ語、マイドゥ語、ヨクツ語、コスタノ語、ミーウォク語の5つの言語をひとつにまとめる語族として提唱された。その後、エドワード・サピアによってカリフォルニア以外の多数の言語を含むように拡大された。以下の分類は1929年のサピアの分類による。
- ツィムシアン語
- チヌーク語族（英語版）
- オレゴン・ペヌーティ諸語
  - アルシー語（英語版）
  - サイウスロー語（英語版）
  - クース語族（英語版）
  - タケルマ語（英語版）
  - カラプヤ語族（英語版）
- プラトー・ペヌーティ語族（英語版）
- カリフォルニア・ペヌーティ諸語
  - ウィントゥ語族（英語版）
  - マイドゥ語族（英語版）
  - ウティ語族（ミーウォク諸語・コスタノ諸語）
  - ヨクツ語族

このうちツィムシアン語はカナダのブリティッシュコロンビア州、それ以外はワシントン州、アイダホ州、オレゴン州、カリフォルニア州に広がっている。
サピアはこのほかに遠く離れたメキシコのミヘ・ソケ語族やワベ語をもペヌーティ語族に含めている。